# Конституція Норвегії
Конституція Королівства Норвегія (дан. Kongeriget Norges Grundlov; норв. Kongeriket Norges Grunnlov; нюн. Kongeriket Noregs Grunnlov) — основний закон Норвегії.

## Історія

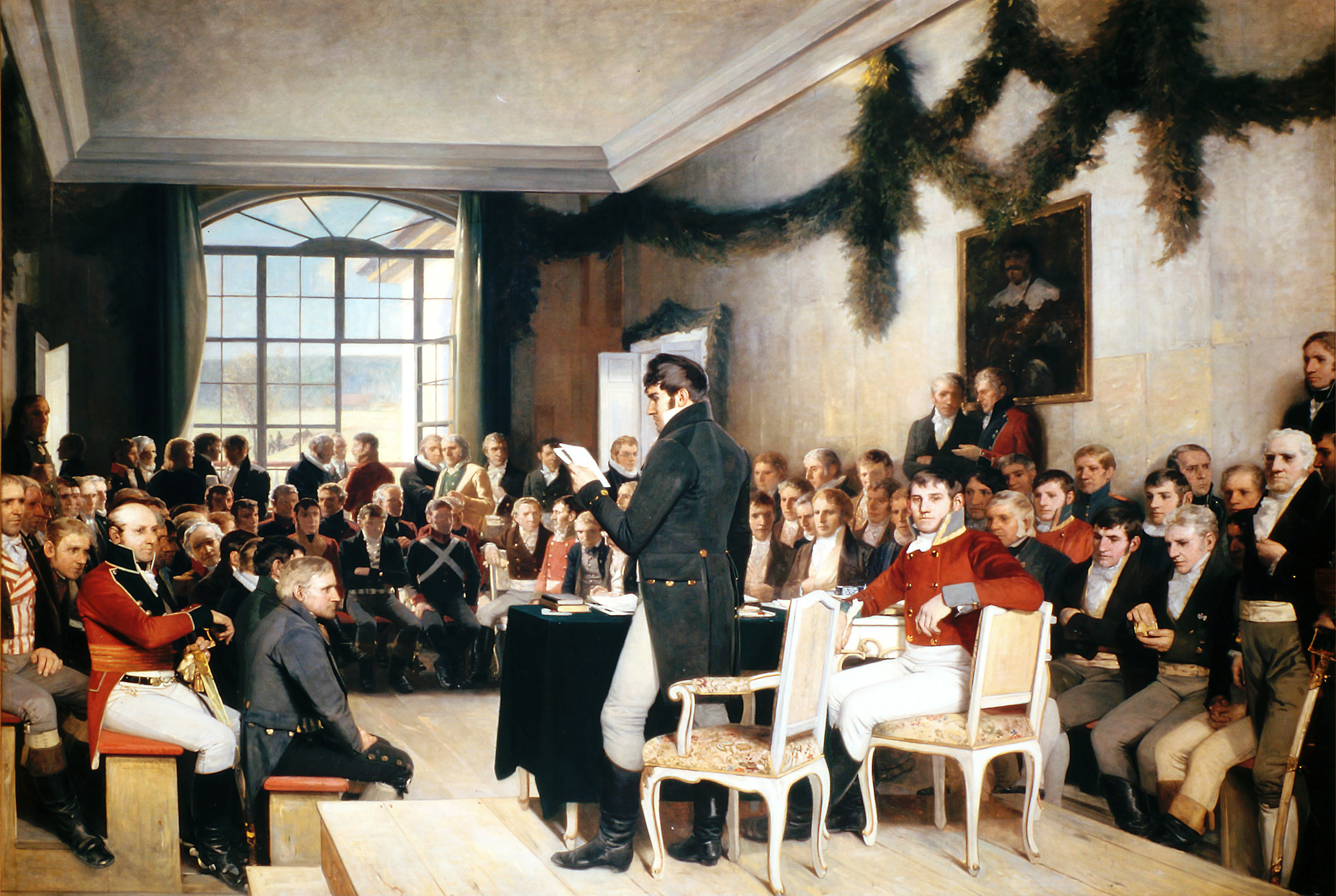
Установчі збори в Ейдсволлі, 1814

Розроблена установчими зборами в місті Ейдсволлі. Прийнята ними же 17 травня 1814 року. Перша і єдина конституція Норвегії надихнута ідеями Французької революції і пов'язана з проголошенням незалежності від Данії. У листопаді того ж 1814 року після короткої шведсько-норвезької війни Норвегія була вимушена на 91 рік вступити в унію з Швецією, проте дія конституції не була припинена, шведський король лише зажадав внести до неї положення про створення унії.

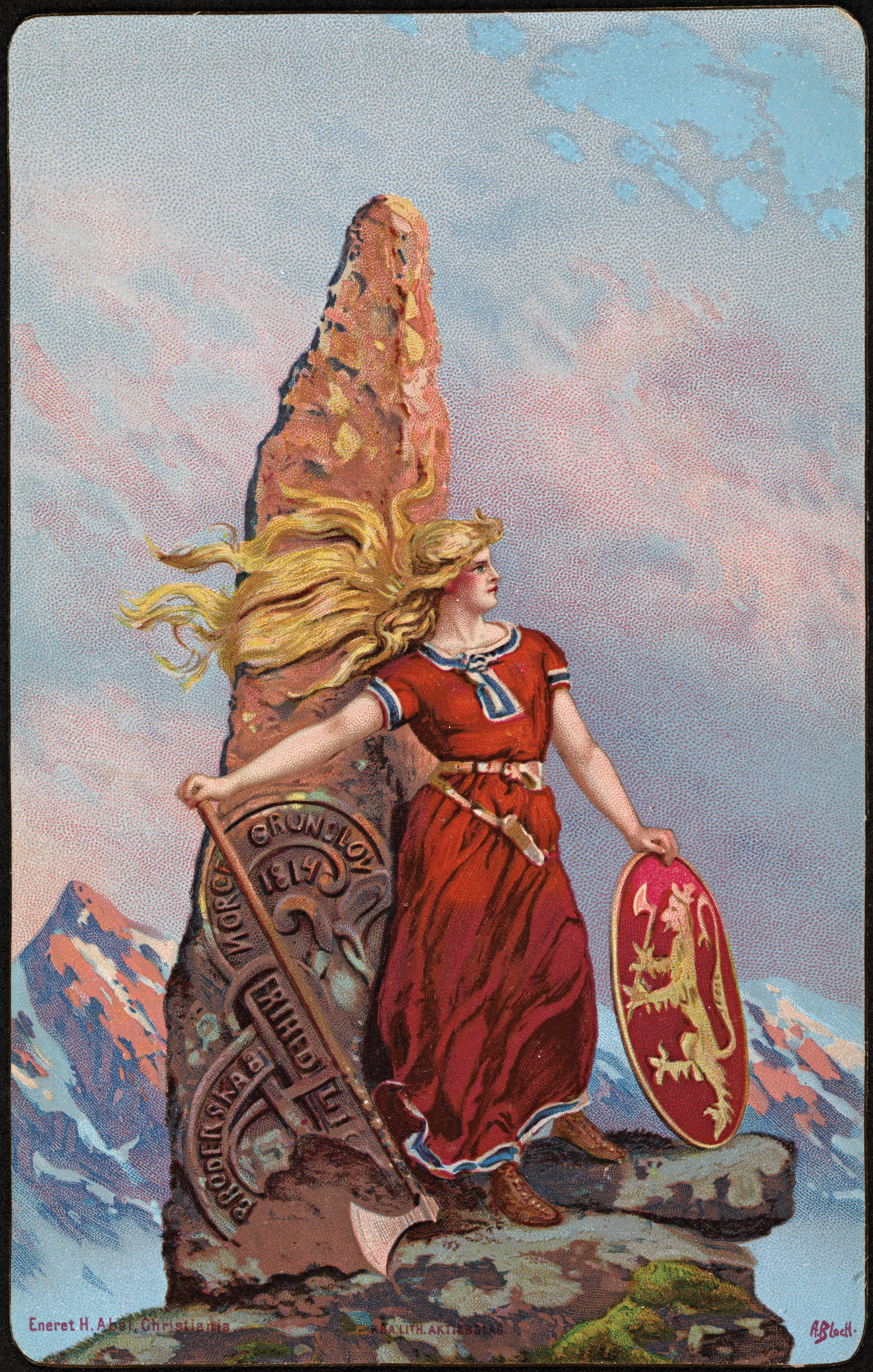
Конституція Норвегії. Поштова листівка авторства (1905)

Конституція визначала Норвегію незалежною державою, найвищим представницьким органом визнавався парламент — Стортинг (обирався прямими виборами, але з цензами — віковим, майновим, осідлості), що мав широкі права в області законодавства і фінансів. Виконавча влада в області управління країною, оборони, зовнішньої політики, контролю над законодавством надавалася королю (але він не міг розпустити стортинг і мав лише право відкладального вето). Вводилися свобода слова, друку, підприємництва, недоторканність особи тощо. Із змінами і доповненнями (у 1905, 1936, 1946 і ін.) ейдсволльська конституція діє в Норвегії понині. 17 травня в Норвегії відзначається як день незалежності.
Конституція складається з 112 статей, організованих в 5 частин. Найстаріша конституція Європи, що діє, тому відрізняється «конституційним консерватизмом» та як і раніше містить положення, що закріплюють значну владу за монархом, що вже давно не відповідає дійсності: король виконує лише представницькі функції, а приписані йому повноваження здійснює уряд. У тексті також збереглися низка анахронізмів. Наприклад, королю заборонено без дозволу парламенту залишати територію країни на термін більше шести місяців під загрозою втрати корони.
Функції конституційного контролю здійснює Верховний суд. Поправки вносяться до стортингу (парламент) в перші три сесії після виборів і приймаються після виборів наступним стортингом 2/3 голосів. За час існування зміни вносилися до 2/3 статей конституції. Одне з найпримітніших — виключення з тексту положення, що забороняє євреям в'їжджати на територію королівства (1851).

## Тексти
- Поточна норвезька конституція (з правками від 2 лютого 2006): Kongeriget Norges Grundlov [Архівовано 25 березня 2014 у Wayback Machine.] від Норвезької правової інформаційної служби
- Оригінальна норвезька конституція (17 травня 1814): Constitution for Kongeriget Norge на сайті норвезького парламенту
- Версія, підправлена під унію зі Швецією (4 листопада 1814): Kongeriget Norges Grundlov [Архівовано 26 травня 2020 у Wayback Machine.] на сайті Норвезької національної бібліотеки
- Англійський переклад поточної версії (останнє виправлення від 20 лютого 2007): The Constitution of the Kingdom of Norway на сайті норвезького парламенту (стортингу)
- Російський текст Конституції з правками 23 липня 1995 року [Архівовано 7 березня 2009 у Wayback Machine.]
- Конституция Норвегии // Конституции мира: Сборник конституций государств мира. Т. 6. /Сост. и авторы вступ. статей У. ТАДЖИХАНОВ, А. X. САИДОВ. — Ташкент: Академия МВД Республики Узбекистан, 1998.— 378 с.